# Amy Van Dyken
Amy Van Dyken (anglès: Amy Deloris Van Dyken-Rouen)  (Englewood, 15 de febrer de 1973) és una nedadora estatunidenca, ja retirada, guanyadora de sis medalles olímpiques, totes elles d'or. Està casada amb el jugador de futbol americà Tom Rouen.

## Carrera esportiva
Va iniciar la pràctica de la natació als sis anys, però problemes d'asma desaconsellaren la seva pràctica, especialment en les proves de velocitat. Amb tot Van Dyken seguí amb la natació i es convertí en una de les grans promeses de l'esport universitari nord-americà. L'any 1994 va destacar internacionalment al Campionat del Món de natació realitzat a Roma (Itàlia), on va aconseguir guanyar dues medalles de plata en proves de relleus i una medalla de bronze en els 50 metres lliures.
Va participar, als 23 anys, als Jocs Olímpics d'Estiu de 1996 realitzats a Atlanta (Estats Units), on es convertí en la reina de la natació olímpica en guanyar quatre medalles d'or en les proves de 50 metre lliures, relleus 4x100 m. lliures, 100 metres papallona i relleus 4x100 m. estils. Així mateix participà en els 100 m. lliures, on finalitzà quarta, aconseguint així un diploma olímpic.
Als 26 anys participà en els Jocs Olímpics d'Estiu de 2000 realitzats a Sydney (Austràlia), on va aconseguir revalidar la medalla d'or en els relleus 4x100 m. lliures i relleus 4x100 m. estils. En la seva prova estrella, els 50 m. lliures, finalitzà quarta.
Al llarg de la seva carrera guanyà sis medalles al Campionat del Món de natació, entre elles tres medalles d'or; quatre medalles als Jocs Panamericans, tres d'elles d'or; i tres medalles als Campionats de Natació Pan Pacific, dues d'elles d'or. L'any 1995 fou anomenada millor nedadora nord-americana de l'any per la revista Swimming World Magazine, un títol que repetí l'any següent. El 2007 va ser inclosa a l'International Swimming Hall of Fame.
El 6 de juny de 2014 va patir un greu accident amb un quad que la va deixar paralitzada de cintura per avall.